# ماشین باورنکردنی (مجموعه بازی)
ماشین باورنکردنی (به انگلیسی: The Incredible Machine) عنوان یک مجموعه بازی ویدئویی است که در آن کاربر باید یک پازل را که بر اساس قوانین فیزیک بنا شده حل کند. در این بازی یک سری اشیا در اختیار کاربر قرار می‌گیرد که هر کدام کاربرد خاصی دارد و هدف ساخت یک ماشین با کنار هم قراردادن این اشیا است. نخستین نسخه این سری در سال ۱۹۹۳ منتشر شد. این سبک بازی، در تاریخ ۱۹ نوامبر ۱۹۹۶ به عنوان یک اختراع به نام سازندگان بازی جفری تانل و کریستوفر کول به ثبت رسید.

## بازی‌ها

نمایی از مرحله‌ای از نسخه اول بازی که کاربر باید در آن موش را از چنگ گربه‌ها نجات دهد.

| نام بازی                                       | سال انتشار | پلتفرم                |
| ---------------------------------------------- | ---------- | --------------------- |
| The Incredible Machine                         | ۱۹۹۳       | داس، تری‌دی‌او، مکینتاش |
| The Even More Incredible Machine               | ۱۹۹۳       | داس، ویندوز، مکینتاش  |
| Sid & Al's Incredible Toons                    | ۱۹۹۳       | داس                   |
| The Incredible Toon Machine                    | ۱۹۹۴       | ویندوز، مکینتاش       |
| The Incredible Machine 2                       | ۱۹۹۴       | داس                   |
| The Incredible Machine 3                       | ۱۹۹۵       | ویندوز، مکینتاش       |
| Return of the Incredible Machine: Contraptions | ۲۰۰۰       | ویندوز، مکینتاش       |
| The Incredible Machine: Even More Contraptions | ۲۰۰۱       | ویندوز، مکینتاش       |
| The Incredible Machine                         | ۲۰۱۱       | آی‌پد                  |
| منبع                                           |            |                       |